# Orchestre symphonique de Baltimore
L'Orchestre symphonique de Baltimore (Baltimore Symphony Orchestra ou BSO) est un orchestre symphonique américain basé à Baltimore, au Maryland.

## Historique
Fondé en 1916, il fut à l'origine propriété de la municipalité avant qu'il ne devienne un organisme privé en 1942.

## Directeurs musicaux
Au cours de son histoire, l'Orchestre symphonique de Baltimore eut à sa tête plusieurs directeurs musicaux:
| - 1917-1930 Gustav Strube - 1930-1935 George Siemonn - 1935-1937 Ernest Schelling - 1937-1939 Werner Janssen - 1939-1942 Howard Barlow - 1942-1952 Reginald Stewart | - 1952-1959 Massimo Freccia - 1959-1968 Peter Herman Adler - 1969-1984 Sergiu Comissiona - 1985-1998 David Zinman - 1999-2006 Iouri Temirkanov - 2007-2022 Marin Alsop. - 2022-aujourd'hui Jonathon Heyward |
| | |